# 米哈伊·圖多塞
米哈伊·圖多塞（Mihai Tudose，1967年3月6日—），是羅馬尼亞從政者，自2000年起多次當選為眾議員，2014年12月至2015年11月、2017年2月至6月擔任羅馬尼亞經濟部長，2017年6月成為罗马尼亚总理。
2018年1月15日，失去執政黨支持的米哈伊·圖多塞向總統請辭，次日獲批准。